# Leopold Zahn
Leopold Zahn (* 8. Juli 1890 in Wien, Österreich-Ungarn; † 28. April 1970 in Baden-Baden) war ein österreichischer Schriftsteller und Kunsthistoriker.

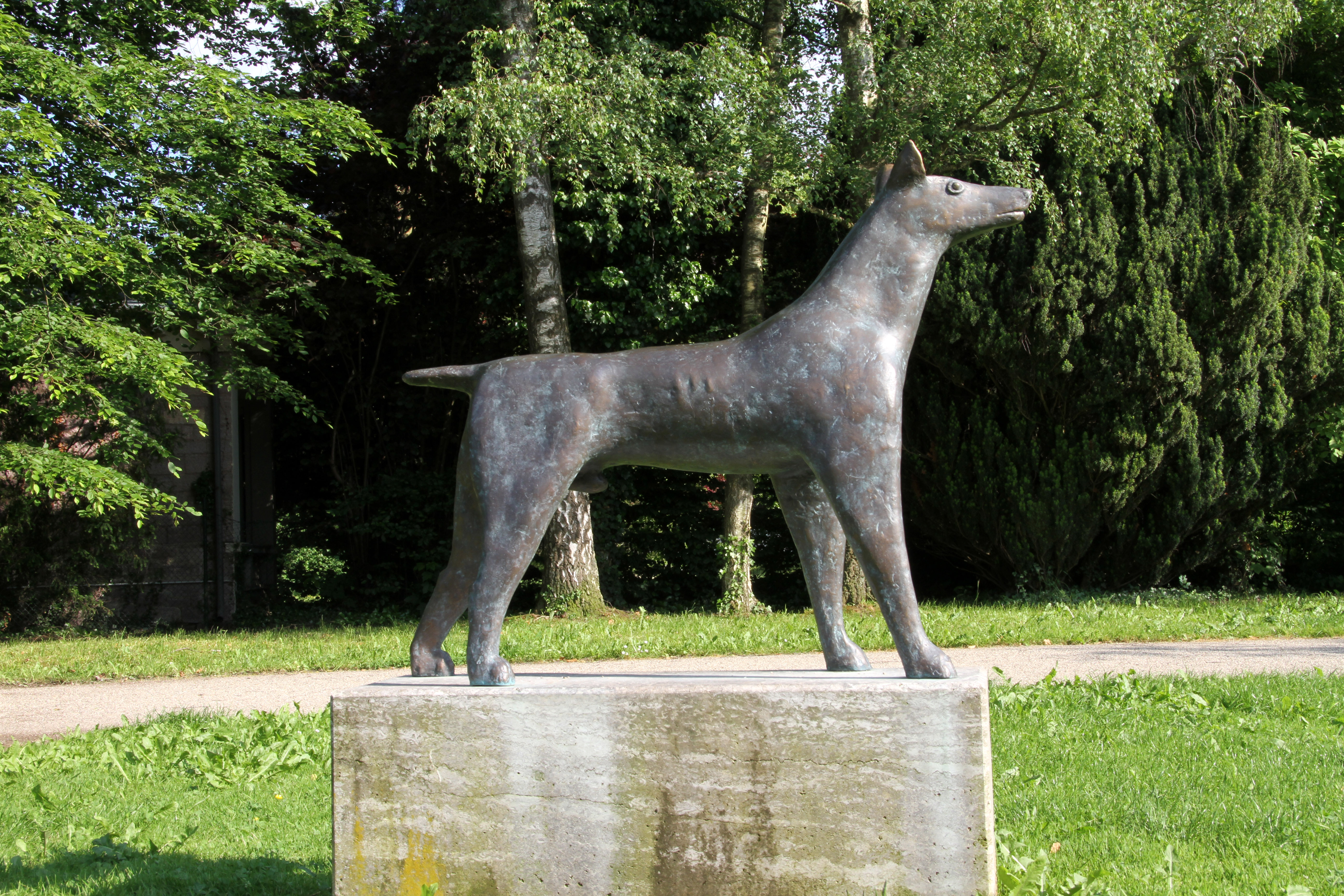
Denkmal für Leopold Zahn in Baden-Baden

## Leben und Familie
Leopolds Vater Josef Zahn war Inhaber einer Glasfabrik (Kristall- und Stilluster Zahn) im 3. Wiener Bezirk in der Salesianergasse 9. Die Eltern Josef und Leopoldine Maria geborene Strobl heirateten am 16. August 1887 in Grein, am 1889 wurde als erstes Kind die Tochter Irene geboren. Am 8. Juli 1890 wurde Leopold als zweites Kind geboren, als Leopoldine Johanna Maria Zahn.
Bei der Geburt war sich die Hebamme nicht über das Geschlecht sicher; das Kind wurde als Mädchen aufgezogen. Im Alter von 17 Jahren wurde aus Leopoldine Leopold, ein Fall von sogenanntem Pseudohermaphroditismus, was für einiges Aufsehen in der Presse sorgte. Im Taufbuch wurden Name und Geschlechtseintrag korrigiert. Darüber schrieb Leopold Zahn ein autobiographisches Buch, das im Jahr 1910 anonym unter dem Titel Aus dem Tagebuche einer männlichen Gymnasiastin in Wien erschien.
Am 31. Dezember 1916 heiratete er Ella geb. Gang „im Felde“.
Nach dem Zweiten Weltkrieg zog er nach Baden-Baden, wo er bis zu seinem Tod am 28. April 1970 lebte.

## Arbeit als Schriftsteller und Kunsthistoriker
Er promovierte und arbeitete als Schriftsteller und Kunsthistoriker. 1919 war er redaktioneller Leiter der Zeitschrift „Ararat“. Bis 1926 arbeitete er als Angestellter beim Burgverlag Adolf Schmieger, der aber im April 1926 wegen hoher Überschuldung und Zahlungsunfähigkeit beim Handelsgericht Wien den Ausgleich anmelden musste. Zu diesem Zeitpunkt gründete er zusammen mit Paul Diamant die „Verlagsanstalt Dr. Zahn und Dr. Diamant“, die aber nur kurz bestand. 1946 gründete er zusammen mit Woldemar Klein die Zeitschrift „Das Kunstwerk“, die sich zu einer wichtigen Publikation zur modernen Kunst in Westdeutschland entwickelte. Im Jahr 1955 war er Mitbegründer der „Gesellschaft der Freunde junger Kunst“.
Bereits seit jungen Jahren betätigte sich Leopold Zahn als Schriftsteller und wurde später zu einem produktiven Kunsthistoriker mit zahlreichen Publikationen. So veröffentlichte er bereits 1920 die erste Monographie über Paul Klee, schrieb 1946 ein Buch über Vincent van Gogh und mehrere Bücher zur Geschichte der Modernen Kunst.

## Werke (Auswahl)
- Aus dem Tagebuch einer männlichen Gymnasiastin, Wien, 1910 (anonym erschienen).
- Verse, München und Wien, 1912.
- Paul Klee. Leben / Werk / Geist. Gustav Kiepenheuer Verlag, Potsdam, 1920 (Textarchiv – Internet Archive)
- Josef Eberz, 1920.
- Moritz von Schwind, 1922.
- Raffael von Urbino, 1923.
- Die Handzeichnungen des Jacques Callot unter besonderer Berücksichtigung der Petersburger Sammlung, 1923 oder 1924.
- Orbis historicus. Memoiren, Briefe und Darstellungen, 1926 (als Herausgeber).
- Caravaggio, 1928 oder 1929.
- mit Elisabeth M. Hajos: Berliner Architektur der Nachkriegszeit. Einführung Edwin Redslob. Berlin : Albertus, 1928
- Pariser Bauten, 1930.
- Eine Frau kämpft gegen Napoleon, 1939.
- Im Schatten Apolls. Anselm Feuerbach und das 19. Jahrhundert, 1940.
- Kleine Kunstgeschichte des 19. Jahrhunderts in Anekdoten, Berlin : Kiepenheuer, 1942.
- Goya, Caprichos, 1942.
- Vincent van Gogh. Ein Leben für die Kunst, 1946.
- Friedrich Nietzsche. Eine Lebenschronik, 1950.
- Christine von Schweden, 1953.
- Französische Impressionisten, 1954.
- Künstler auf der Höri am Bodensee, 1956.
- Kleine Geschichte der modernen Kunst, 1956.
- Gustav Klimt und Egon Schiele, 1958.
- Liebe, höchste Macht des Herzens. Das Leben der Madame Staël, 1962.
- Geschichte der Kunst, 1963.
- Seurat, 1965.
- Franz Werfel, 1966.